# Le Mesnil-Hardray
Le Mesnil-Hardray est une ancienne commune française située dans le département de l'Eure, en région Normandie, devenue le 1er janvier 2018 une commune déléguée au sein de la commune nouvelle du Val-Doré.

## Géographie

### Localisation
Village du pays d'Ouche.
| Le Fresne                                         | Le Fresne      |                      |
| Conches-en-Ouche (par un angle) Nagel-Séez-Mesnil | Mesnil-Hardray | Orvaux Nogent-le-Sec |
| Nogent-le-Sec                                     | Nogent-le-Sec  | Nogent-le-Sec        |

## Toponymie
Le nom de la localité est attesté avec la graphie Mesnil Haudre en 1419 (dén. de l’abb. de Conches), Mesnillum Hardei en 1429 (taxes de la sergenterie pour la garde de Conches)
Mesnil Hardre au XVe siècleen  1458 (d’Hozier, Arm. gén.), Mesnil Hardere en 1469, Mesnil Hardie au XVe siècle (dén. de la vic. de Conches), Mesnil Hardrey en 1562, Menil Hardre en 1726 (Dict. univ. de la France), Ménil-sur-Conches en 1828 (Louis Du Bois).
Un des nombreux noms de lieux normands en mesnil  « maison rurale », suivi d'un nom de personne comme c'est le plus souvent le cas.
Ancien prénom d'origine germanique Hardradus devenu nom de famille sous les formes Hardré et Hardrey[réf. nécessaire]. La graphie Hardray semble, par contre, ne pas exister.

## Histoire
- Liste des anciens seigneurs du Mesnil-Hardray[7].

## Politique et administration
| Période                                  | Période       | Identité         | Étiquette | Qualité |
| ---------------------------------------- | ------------- | ---------------- | --------- | ------- |
| Les données manquantes sont à compléter. |               |                  |           |         |
| avant 1981                               | ?             | Bernard Duval    | DVG       |         |
| mars 2014                                | décembre 2017 | François Callens |           |         |

## Démographie
L'évolution du nombre d'habitants est connue à travers les recensements de la population effectués dans la commune depuis 1793. Pour les communes de moins de 10 000 habitants, une enquête de recensement portant sur toute la population est réalisée tous les cinq ans, les populations de référence des années intermédiaires étant quant à elles estimées par interpolation ou extrapolation. Pour la commune, le premier recensement exhaustif entrant dans le cadre du nouveau dispositif a été réalisé en 2005.

En 2016, la commune comptait 71 habitants, en évolution de +33,96 % par rapport à 2010 (Eure : −0,25 %, France hors Mayotte : +2,11 %).
| 1793 | 1800 | 1806 | 1821 | 1831 | 1836 | 1841 | 1846 | 1851 |
| ---- | ---- | ---- | ---- | ---- | ---- | ---- | ---- | ---- |
| 238  | 198  | 204  | 205  | 207  | 208  | 198  | 200  | 198  |

| 1856 | 1861 | 1866 | 1872 | 1876 | 1881 | 1886 | 1891 | 1896 |
| ---- | ---- | ---- | ---- | ---- | ---- | ---- | ---- | ---- |
| 200  | 179  | 167  | 134  | 134  | 146  | 124  | 126  | 133  |

| 1901 | 1906 | 1911 | 1921 | 1926 | 1931 | 1936 | 1946 | 1954 |
| ---- | ---- | ---- | ---- | ---- | ---- | ---- | ---- | ---- |
| 120  | 135  | 123  | 100  | 112  | 94   | 76   | 32   | 64   |

| 1962 | 1968 | 1975 | 1982 | 1990 | 1999 | 2005 | 2006 | 2010 |
| ---- | ---- | ---- | ---- | ---- | ---- | ---- | ---- | ---- |
| 58   | 64   | 44   | 46   | 47   | 44   | 43   | 42   | 53   |

| 2015 | 2016 | - | - | - | - | - | - | - |
| ---- | ---- | - | - | - | - | - | - | - |
| 69   | 71   | - | - | - | - | - | - | - |

## Lieux et monuments
- Ancienne église Notre-Dame[12],  Inscrit MH (1953). En 1890, on voyait "çà et là, peint sur les murs de l'église, un blason plusieurs fois répété: d'or, à trois roses de gueules, au chef d'azur chargé d'un soleil d'or; ce sont les armes de la famille de Brétignières, seigneur du Mesnil-Hardray au XVIIIe siècle[13]."

## Personnalités liées à la commune
- Antoine Louis de Brétignières comte de Nogent (Conches, Ste-Foy, 21/06/1752-Rouen, 31/07/1829), dernier seigneur du Mesnil-Hardray (ainsi que de Nogent-Le-Sec). Il fut Commandant de la Garde Nationale de Conches[14], puis maire (élu) de Conches en 1794-95.  Accusé, par la Convention nationale, d'avoir participé à un complot fédéraliste, il fut incarcéré dans la maison d'arrêt de Saint-Lazare à Paris et ne fut sauvé que grâce à une pétition de la Société populaire de Conches[15].